# Konrad Littmann

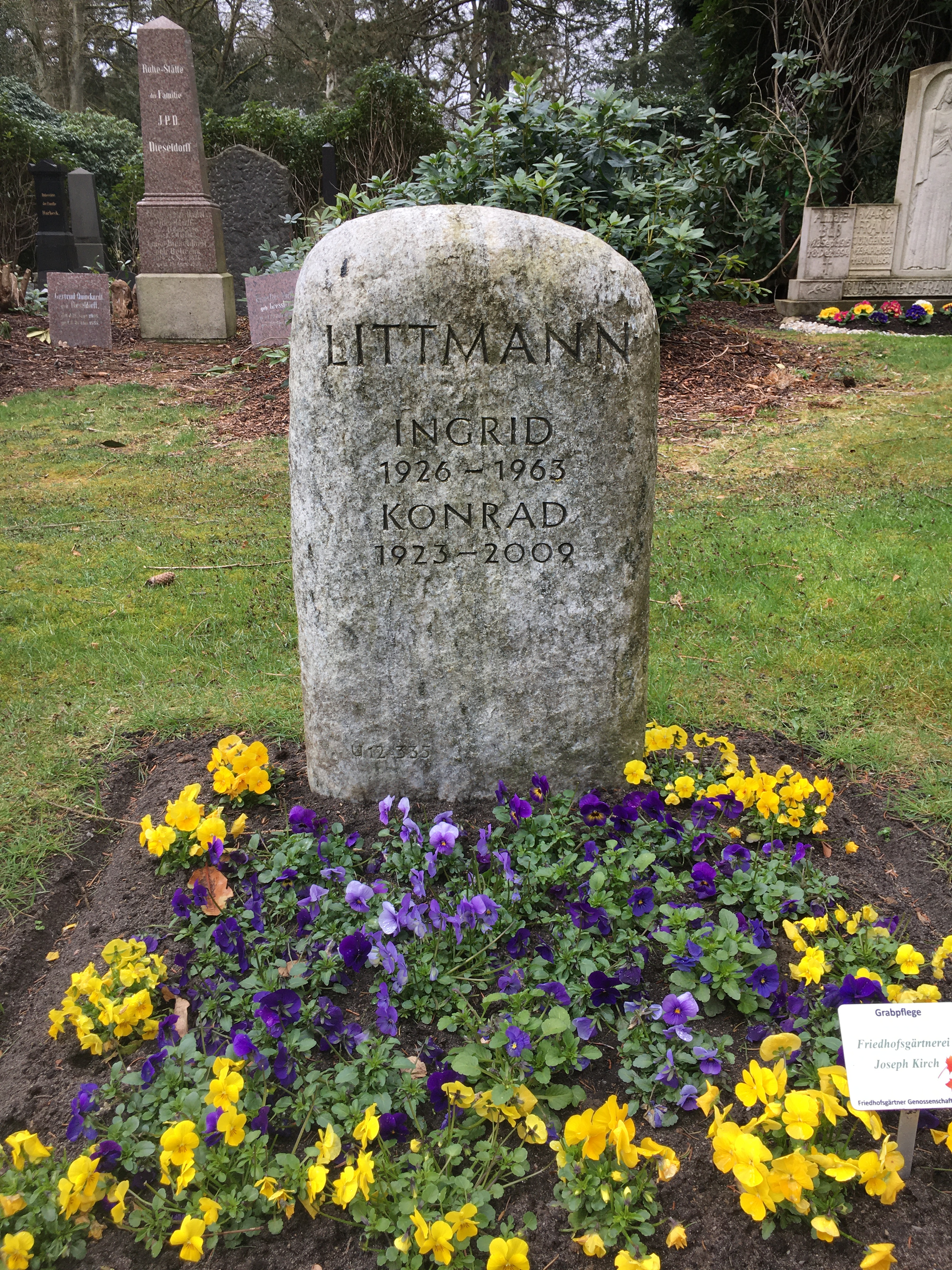
Grabstätte Konrad Littmann auf dem Friedhof Ohlsdorf

Konrad Littmann (* 24. Dezember 1923 in Premnitz; † 9. Dezember 2009 in Hamburg) war ein deutscher Wirtschaftswissenschaftler.

## Leben
Am 16. Februar 1952 wurde er in Münster zum Dr. rer. pol. promoviert. An der Universität Münster habilitierte er sich 1956 für Wirtschaftliche Staatswissenschaften. 1961 folgte er einem Ruf als Ordinarius an die Freie Universität Berlin an und wechselte 1967 an die Universität Hamburg. Dort war er ordentlicher Professor für Volkswirtschaftslehre, Direktor des Sozialökonomischen Seminars und des Instituts für Finanzwissenschaft (1967–1970, 1972–1975) sowie Vizepräsident der Universität Hamburg (1972–1973). Von 1975 bis 1990 lehrte er auf dem Lehrstuhl für wirtschaftliche Staatswissenschaften, insbesondere Finanzwissenschaft, Regionalwissenschaft und öffentliche Wirtschaft an der Hochschule für Verwaltungswissenschaften Speyer.
Littmann war Mitglied der 1971 von der Bundesrepublik eingesetzten Kommission für wirtschaftlichen und sozialen Wandel sowie der 1981 gebildeten Sachverständigenkommission Alterssicherungssysteme.
Seine letzte Ruhestätte fand Konrad Littmann auf dem Friedhof Ohlsdorf im Planquadrat U 12 nordöstlich von Kapelle 1.

## Schriften (Auswahl)
- Definition und Entwicklung der Staatsquote. Abgrenzung, Aussagekraft und Anwendungsbereiche unterschiedlicher Typen von Staatsquoten. Göttingen 1975, ISBN 3-509-00804-9.
- Steuerreform statt Tarifanpassung. Berlin 1985, ISBN 3-428-05849-6.
- Finanzpolitik bei Bevölkerungsrückgang. Anmerkungen zu einer notwendigen Neuorientierung staatlicher Entscheidungen. Speyer 1989.
- Der Einfluss der Steuern auf die Qualität des Wirtschaftsstandorts Deutschland. Bonn 1994, ISBN 3-86077-316-X.